# الجغبوب
الجغبوب بلدة ليبية جنوب شرق ليبيا وجنوب مدينة طبرق بحوالي 286 كم حيث تتبعها إدارياً. تتميز الجغبوب بوجود بعض البحيرات التي تضفي عليها طابعا جميلا من حيث وجود مسطحات الماء وسط رمال الصحراء. كما تعد مركز ديني وسياحي متنوع.
تأسست الجغبوب حوالي عام 1851 م كمركز ديني، وهي ذات تاريخ عريق في نشر الإسلام، وقد تعلم بها كثير من المجاهدين الليبيين على رأسهم أحمد الشريف السنوسي وعمر المختار.
منذ تأسيسها في عام 1851 م كانت مركزا دعويا هاما للحركة الإصلاحية التي أسسها الشيخ محمد بن علي السنوسي (جد الملك إدريس السنوسي الذي ولد فيها). كذلك تميزت الجغبوب منذ تأسيسها بتخريج عدد كبير من حفظة القرآن الكريم والذين كانوا يحفظون القرآن على قراءة الإمام نافع من رواية الإمام ورش وكما هو معلوم فإن باقي أنحاء ليبيا يتم تحفيظ القرآن على رواية الإمام قالون إلا في بعض مناطق الواحات.
يبلغ عدد سكانها حوالي 2,768 نسمة. ويسكنها خليط من مختلف القبائل الليبية، ويشتغل جزء كبير من السكان بالزراعة ومن أهمها زراعة النخيل والأعلاف الخضراء.

## الجغرافيا
تقع واحة الجغبوب في منخفض عميق يمتد تحت مستوى سطح البحر. يصل إلى حوالي -10 أمتار. و يتكون حوض المنطقة من طبقة رقيقة من الطين الرملي. من خصائص الرمال في تلك المنطقة أنها، لديها القدرة على التراكم على شكل أمواج.
تلقى عمر المختار تدريباً عسكرياً في الجغبوب أيضاً. وعبد المتعال أيضًا بقى في الجغبوب لبعض الوقت.
بحاجة لمصدر ] وعبد المتعال أيضًا بقى في الجغبوب لبعض الوقت.

## التاريخ

### معقل السنوسية
تم تأسيس منطقة الجغبوب في عام 1856. أسس محمد بن علي السنوسي زاوية هامة فيها في نفس عام التأسيس . حيث تشير موسوعة أفريقيا إلى أنه مؤسس جغبوب. من عام 1856 إلى عام 1895، كانت الجغبوب العاصمة المجازية للحركة السنوسية . كانت تكمن أهمية الجغبوب كعاصمة من خلال اجتماع شيوخ السنوسية الإقليميين سنويًا، لتقديم التقارير ومناقشة الوضع في الزوايا التي يديرونها. وفي عام 1859، توفى السنوسي بها. وبسبب موقعها على الطريق الذي يسلكه البدو الرحل، أصبحت جغبوب ذات أهمية خاصة بالنسبة للحركة السنوسية كمركز لانجذاب البدو والإنضمام إلى الرسالة السنوسية. كما سمح تنفيذ العمليات السنوسية من الجغبوب بفصل عملهم عن عمل أي قبيلة معينة. علاوة على ذلك، كانت المدينة تقع على طول طريق الحج إلى مكة،  وتشير مصادر إضافية إلى أن جغبوب تأسست على طول طريق تجاري.
لم تقتصر الزاوية السنوسية كمركز لتعليم القرأن والشريعة الإسلامية والحركة السنوسية، بل كان يقام بالزاوية تدريب عسكري وتدريب على ركوب الخيل، انضم الكثير الى الحركة السنوسية من البلاد المجاورة في شمال افريقيا  وقد تلقى شخصيات بارزة تعليمهم في الجغبوب، مثل الشاعر رجب حمد بوهويش المنيفي. وبالإضافة إلى ذلك، تلقى عمر المختار تدريباً عسكرياً في الجغبوب أيضاً.[ بحاجة لمصدر ] وعبد المتعال أيضًا بقى في الجغبوب لبعض الوقت.
في ثمانينيات القرن التاسع عشر، كانت الجغبوب تتلقى شحنات الأسلحة تابعة في الأصل للإمبراطورية العثمانية عبر القبائل البدوية . خلال هذا الوقت، غضب الحاكم التركي لأوجلة من الطريقة التي كان بها أفراد القبائل يرسلون كميات هائلة من الحبوب إلى الجغبوب كجزية للسنوسيين بينما كانوا غالبًا ما يقاومون دفع ضرائب الإمبراطورية العثمانية.
قبل الحرب العالمية الأولى
طالبت كل من الإمبراطوريتين العثمانية والبريطانية بالجغبوب في السنوات التي سبقت الحرب العالمية الأولى.  وخلال مدة الحرب الإيطالية التركية، اعتبرت الإمبراطورية البريطانية الجغبوب أرضًا بريطانية.  وبحلول عام 1912، عادت جغبوب إلى الظهور كمركز للقوة السنوسية. بدأ هذا في نشوب نزاعات دبلوماسية بين بريطانيا وإيطاليا حول السيطرة على المدينة حيث كان السنوسيون يقاومون إيطاليا بنشاط من المدينة.
وفي اجتماع بين أنور بك ، وسيد أحمد، وضباط عثمانيين آخرين في جغبوب، قرر الضباط العثمانيون مواصلة المقاومة ضد القوات الإيطالية، على الرغم من أنهم لم يتمكنوا من القيام بذلك إلا حتى عام 1913.
في عام 1913، تم الكشف عن أن الدكتور عزت الجندي، الذي أرسله الخديوي المصري ، كان يتصرف نيابة عن الإيطاليين في مفاوضات سرية بين خديوي مصر وإيطاليا لنقل جغبوب إلى إيطاليا. وبشكل أكثر تحديدًا، تم اكتشاف أن الخديوي قد تلقى رشوة مقابل القيام بذلك. أشار رود لاحقًا إلى الحكومة الإيطالية بالتوقف عن استخدام الخديوي في المفاوضات. حذر روبرت فانسيتارت الخديوي من أنه سيتم عزله من السلطة إذا حدث شيء من هذا القبيل مرة أخرى. أشار جراي إلى سفير في لندن أن بريطانيا لن تتنازل عن جغبوب كجزء من صفقة.

### أثناء وبعد الحرب العالمية الأولى
أُعتقل السيد الباروني وهلال في سجن في الجغبوب، بعد أن وافق هلال على مؤامرة رفضها أحمد الشريف لدفع السنوسيين إلى قتال البريطانيين. ومع ذلك، في عام 1916 وافق السيد أحمد الشريف على فتح جبهة عثمانية ضد البريطانيين، فأرسل 500 جندي عبر جغبوب لاحتلال العديد من الواحات.
كان الإيطاليون قلقين من احتمالية أن تبدأ الشركات البريطانية في بناء البنية التحتية في الجغبوب، وهو ما قد يعارض النفوذ الإيطالي.  وردًا على ذلك، بدأت المناقشات حول ما يجب فعله بشأن جغبوب.
في عام 1920، تمكن محمد إدريس بن محمد المهدي السنوسي من عقد صفقة مع إيطاليا لتنصيب نفسه أميرًا على برقة، وهو ما من شأنه أن يمنح الحكم الذاتي لجغبوب إلى جانب مدن أخرى. وفي المقابل، وافقوا على القانون الأساسي لإيطاليا، بعدم فرض ضرائب على السكان المحليين تتجاوز ما هو طبيعي، وحل جيوشهم. ومع ذلك، لم يتابعوا أبدًا حل جيوشهم.  وقعت هذه الأحداث في سياق الخلفية نحو بداية الحرب الإيطالية السنوسية الثانية .

### قمع السنوسي
خلال حملة القمع الإيطالية وفي سياق الحرب الإيطالية السنوسية الثانية ، أصبحت جغبوب هدفًا لكونها معروفة بكونها مركزًا رئيسيًا للتنظيم المقاوم. كانت جغبوب معروفة بكونها قناة لنقل الإمدادات عبر الحدود للسنوسيين من مصادر مصرية.
نتيجة لذلك، نشأ موقف دبلوماسي بين إيطاليا ومصر، حيث ادعت إيطاليا أن مصر لم يكن من المفترض أن تمتلك جغبوب وفقًا لخريطة تم رسمها حوالي عام 1841.  أكدت مصر مرارًا وتكرارًا مخاوفها من عدم رغبتها في التنازل عن جغبوب لإيطاليا، مستشهدة بقضايا متعددة بشأن الاضطرابات العربية المحتملة في مصر، والمخاوف من أنها ستفقد موقعًا استراتيجيًا، وأن الوعد قدمه البريطانيون خلال الحرب العالمية الأولى، وأن الرغبة في قمع الحركة السنوسية يمكن أن تكون ذريعة للمطالبة بمدن واحات مصرية أخرى.  من وجهة النظر البريطانية، اعتبر أشخاص مثل فتحي أن جغبوب هي أراضٍ مصرية من خريطة فرنسية وألمانية. ومع ذلك، كان فتحي على استعداد لتبادل الجغبوب مقابل قطعة أرض.  ومع استمرار الصراع الدبلوماسي، أوضحت إيطاليا نواياها لاحتلال الجغبوب بالقوة.
في البداية، كان البريطانيون معادين تمامًا لفكرة نقل جغبوب إلى إيطاليا، على الرغم من وعدهم بعدم "التعدي" على الأراضي الإيطالية.  ومما زاد الوضع تعقيدًا هو الوعد البريطاني بنقل جغبوب إلى السيطرة الإيطالية في مقابل تنازل إيطاليا عن منطقة السلوم لمصر، ولكن بموجب أي معاهدة غير واضح.  تزعم أطروحة دوناروما أن هذا يحدث في سياق تقاسم إيطاليا وبريطانيا للبحر الأبيض المتوسط.  في النهاية، تم توقيع معاهدة بين إيطاليا ومصر نقلت الجغبوب إلى إيطاليا في 6 ديسمبر 1925.  يشار إلى هذه المعاهدة أحيانًا باسم معاهدة الجغبوب.  لتجنب اعتقال البدو، طلبت الحكومة المصرية من الإيطاليين احترام ديانة السكان المحليين وحماية قبر السنوسي الكبير.  بعد توقيع المعاهدة، استمر الجدل حول ما إذا كان سكان جغبوب سيكونون قادرين على اختيار جنسيتهم.  في تحليلهم التاريخي، يزعم راباس أن بريطانيا وافقت على الصفقة لتحسين العلاقات مع إيطاليا في محاولة لكبح جماح القوة الفرنسية في أوروبا.  وفي نفس العام تقريبًا الذي تم فيه توقيع المعاهدة، تم نقل عاصمة العمليات السنوسية من جغبوب إلى الكفرة.
بعد أن احتفظت إيطاليا بالسيطرة على جغبوب، بدأت في بناء السلك الحدودي ، وهو جدار بطول 270 كم يمتد من ساحل البحر الأبيض المتوسط حتى جغبوب.  تم بناء هذا الجدار جزئيًا من الأسلاك الشائكة.  سمح بناء الجدار للإيطاليين بالسيطرة على حركة الحدود، ومنع زعماء المقاومة الليبية، وخاصة عمر المختار، من الذهاب إلى مصر.  حوالي أوائل عام 1926، وبواسطة السلك الحدودي، سيطرت القوات الإيطالية على الجغبوب، وقمع الحركة المسلحة السنوسية. في عام 1928، تدفق السنوسيون من الكفرة حيث تمكن الإيطاليون من احتلال المنطقة، والعودة إلى جغبوب.

### الحرب العالمية الثانية
حصار الجعاربة دار بين قوات الكومنولث والقوات الإيطالية أثناء الحرب العالمية الثانية . قاومت القوات الاستعمارية الإيطالية والليبية بقيادة العقيد سالفاتوري كاستانا حصارًا شنته قوات أسترالية في الغالب لمدة ثلاثة أشهر قبل أن تُجبر على الاستسلام في 23 مارس 1941.  احتفى النظام الفاشي بمقاومة القوات الإيطالية واستخدمها للتقليل من الهزيمة العسكرية في برقة.

### ما بعد الحرب
خلال الحرب العالمية الثانية، نشأت تساؤلات حول كيفية تخصيص الأراضي الاستعمارية للإمبراطورية الإيطالية بعد الحرب. وعلى الرغم من تقديم بعض الاقتراحات لنقل جغبوب مرة أخرى إلى السيطرة المصرية كإقليم مستقل، إلا أن السفير المصري في بريطانيا وقائد عسكري بريطاني من شمال إفريقيا ترددا في القيام بذلك
حصلت شركة النفط الإيطالية CORI، التي كانت شريكة لشركة AGIP، على منحة لشراء مساحات شاسعة من الأراضي الليبية جنوب غرب جغبوب، حيث اكتشفت النفط في النهاية.

## المواقع التاريخية والهندسة المعمارية
خلال فترة حكم القذافي، أمر بتدمير جميع المواقع التاريخية الدينية في جغبوب  ومع ذلك توجد صور لهذة المواقع الدينية من المكتبة المركزية الوطنية في روما .
في سبعينات القرن التاسع عشر، حدثت بعض التغيرات في الحجم وشكل الزاوية وتم بناء سور يظهر من الجو على شكل شبه منحرف. بالإضافة الى القبة، التي تضم مقابر السنوسي الجد وأفراد عائلته، مزينة بقبة كبيرة ووصفها كريستي بأنها المركز الأيقوني للمدينة. كان قبر السنوسي على وجه الخصوص مغطى بغطاء يشبه الذهب. وكانت المئذنة أيضًا جزءًا من المجمع الديني. يشير كريستي إلى أن مصدر التصميم المعماري لقبة المسجد مرتبط بالعمارة الدينية المصرية الإحيائية.
وتظهر الصور القديمة للمدينة وجود طواحين هواء قديمة لم تعد مستخدمة. بالإضافة إلى ذلك، تم تزيين أحد الهياكل في جغبوب التي كانت تستخدم قوسًا بالجص بعد أن فرضت إيطاليا سيطرتها على المدينة.

## أعلام
- محمد إدريس السنوسي
- أحمد الشريف السنوسي